# Zipfelbachtalbrücke
Die Zipfelbachtalbrücke ist ein Brückenbauwerk im Zuge der Bundesstraße 14 (Bauwerk 4) in Baden-Württemberg, zwischen der Großen Kreisstadt Winnenden und der Gemeinde Schwaikheim im Rems-Murr-Kreis. Sie ist nach dem Zipfelbach benannt, dessen Tal sie überquert. 
Die Brücke liegt vor den Toren der Gemeinde Leutenbach. Sie ermöglichte ab 2006 die Inbetriebnahme des ersten Teilstücks der neu erbauten Ausbaustrecke von der Anschlussstelle Winnenden (Planname Winnenden-Süd) bis zur Anschlussstelle Winnenden-West, während der Planung als Winnenden-Mitte bezeichnet. Der weiterführende Teil durch den Tunnel Leutenbach bis zur Anschlussstelle Winnenden-Hertmannsweiler (Planname Nellmersbach) wurde am 21. September 2009 für den Verkehr freigegeben. Damit ist die Westumfahrung von Winnenden fertiggestellt, die bisherige B 14 durch Winnenden wurde entsprechend umgewidmet.

## Planung und Bau
Die Brücke wurde zwischen August 2002 und März 2006 errichtet, die Entwurfsplanung stammt vom Referat 43 des Regierungspräsidiums Stuttgart in Zusammenarbeit mit dem Ingenieurbüro Peter und Lochner. Die Tragwerksplanung stammt vom Ingenieurbüro Leonhardt, Andrä und Partner aus Dresden. Mit der Durchführung wurde das Bauunternehmen Lupp aus Nidda beauftragt. Die Länge der Brücke beträgt 465 Meter.

## Verkehrsfreigabe
Am 27. November 2006 wurde die Brücke, zusammen mit dem ersten Teilstück der Ortsumfahrung Winnenden für den Verkehr freigegeben.

## Bilder

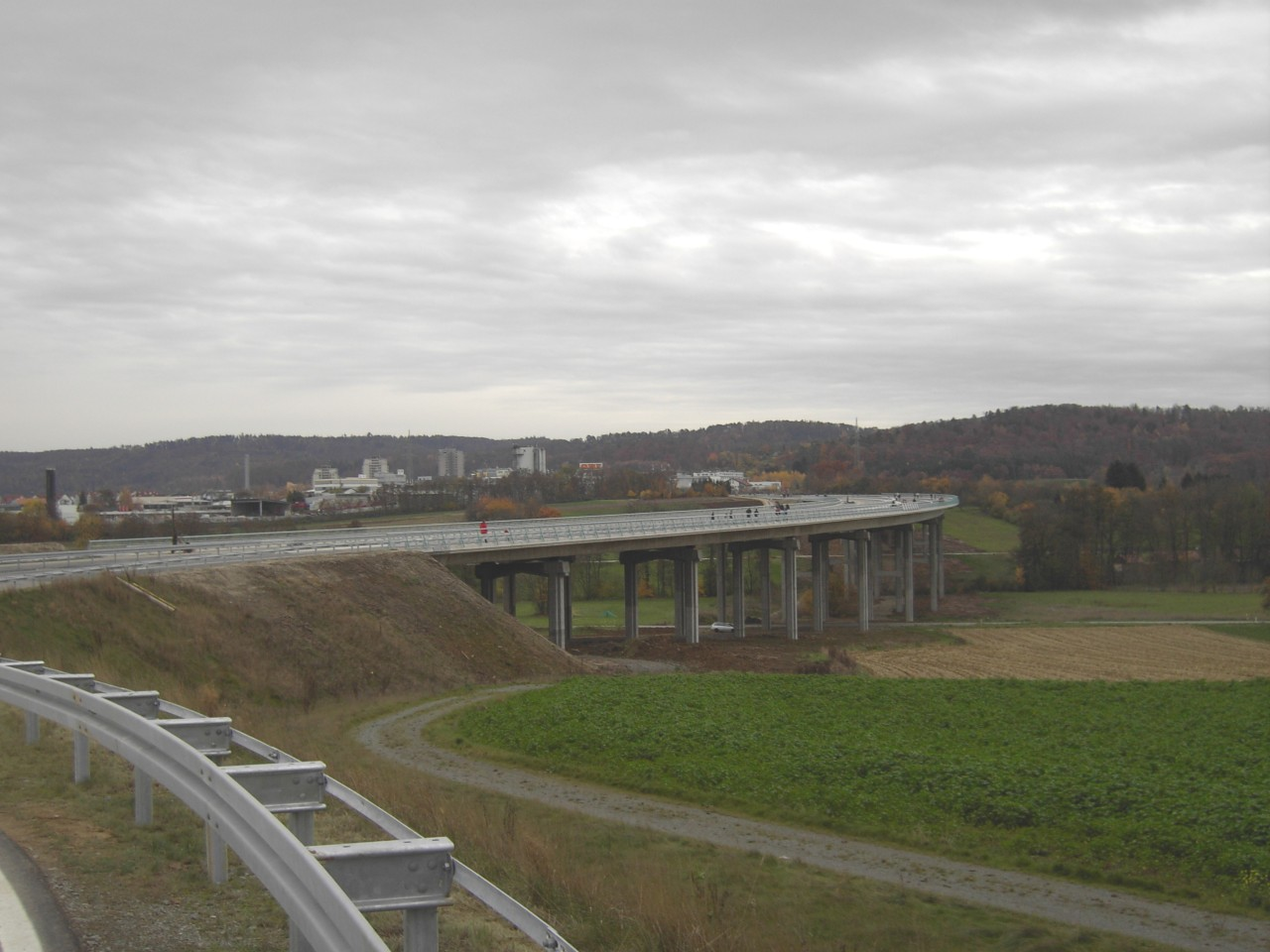
Blickrichtung Stuttgart
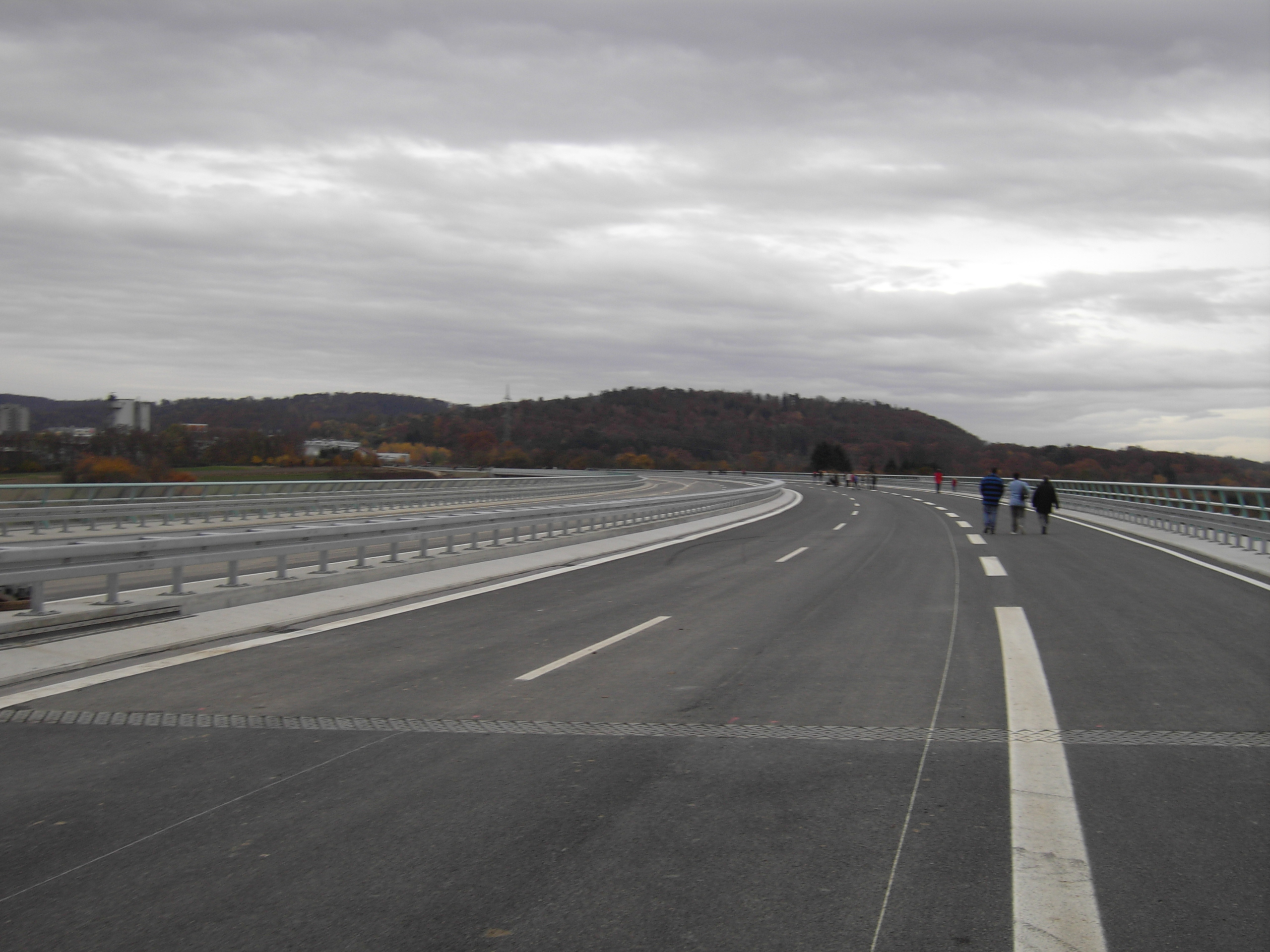
Auf der Brücke Richtung Stuttgart
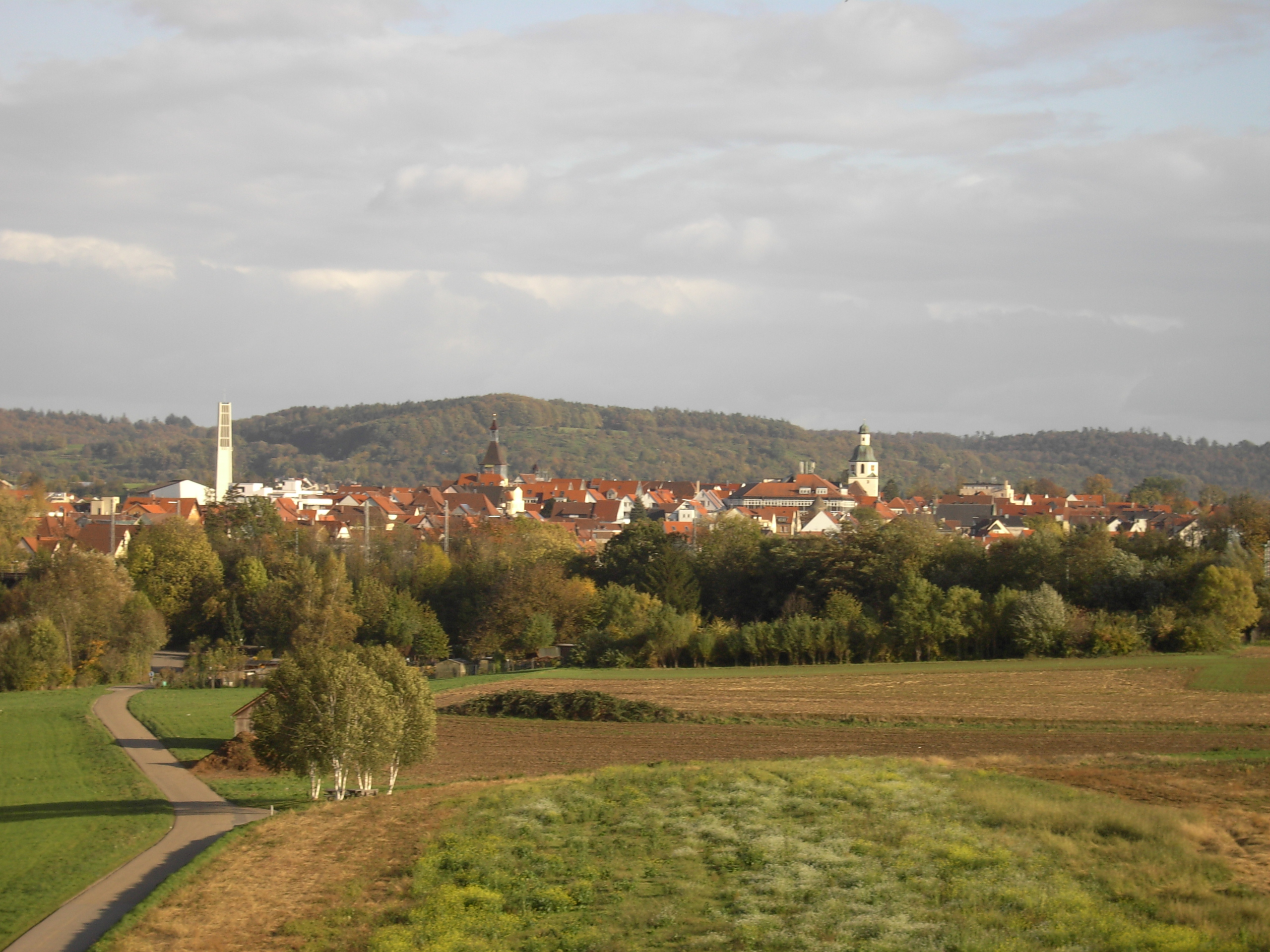
Blick von der Zipfelbachtalbrücke nach Winnenden
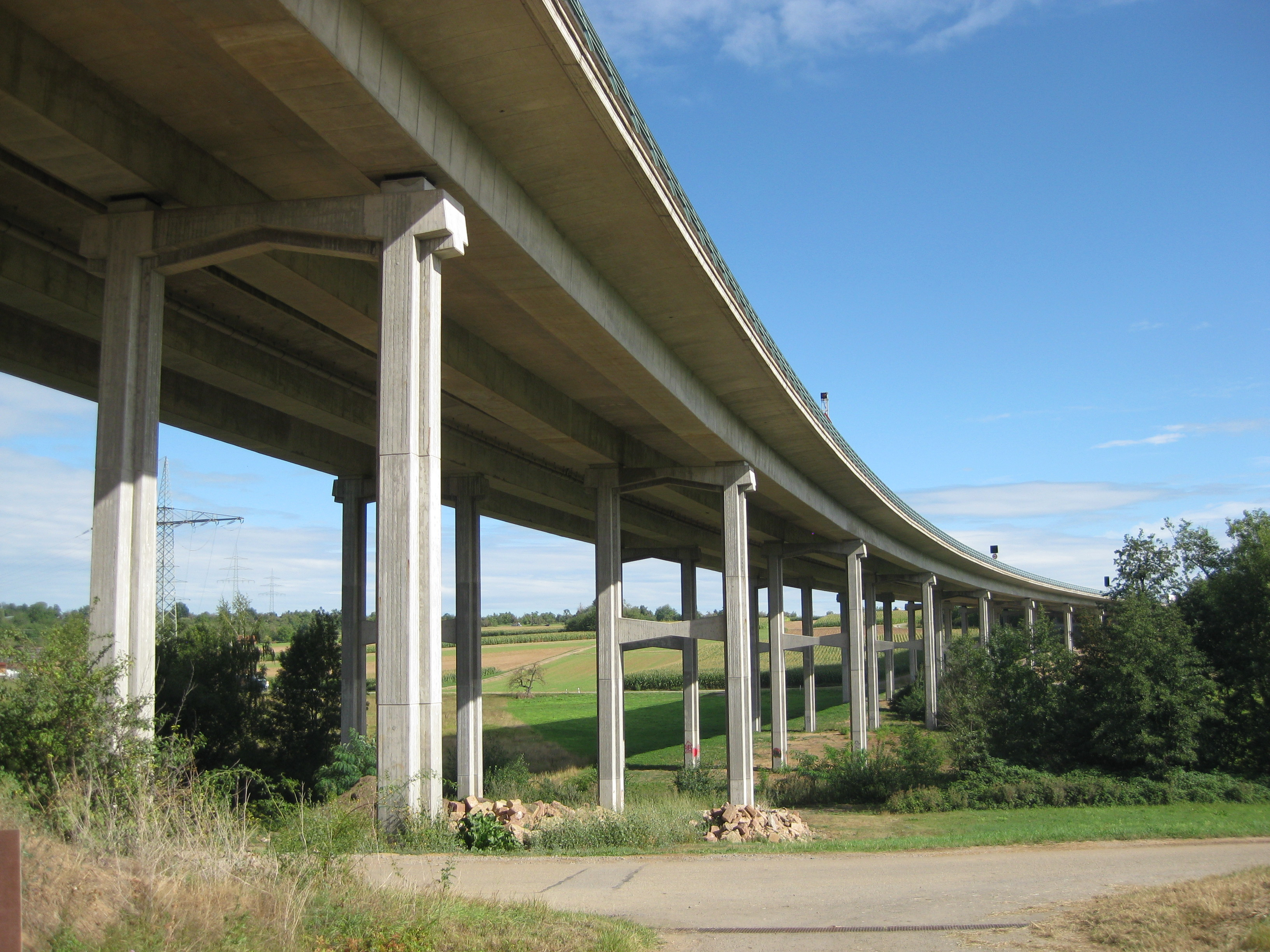
Blick von unten
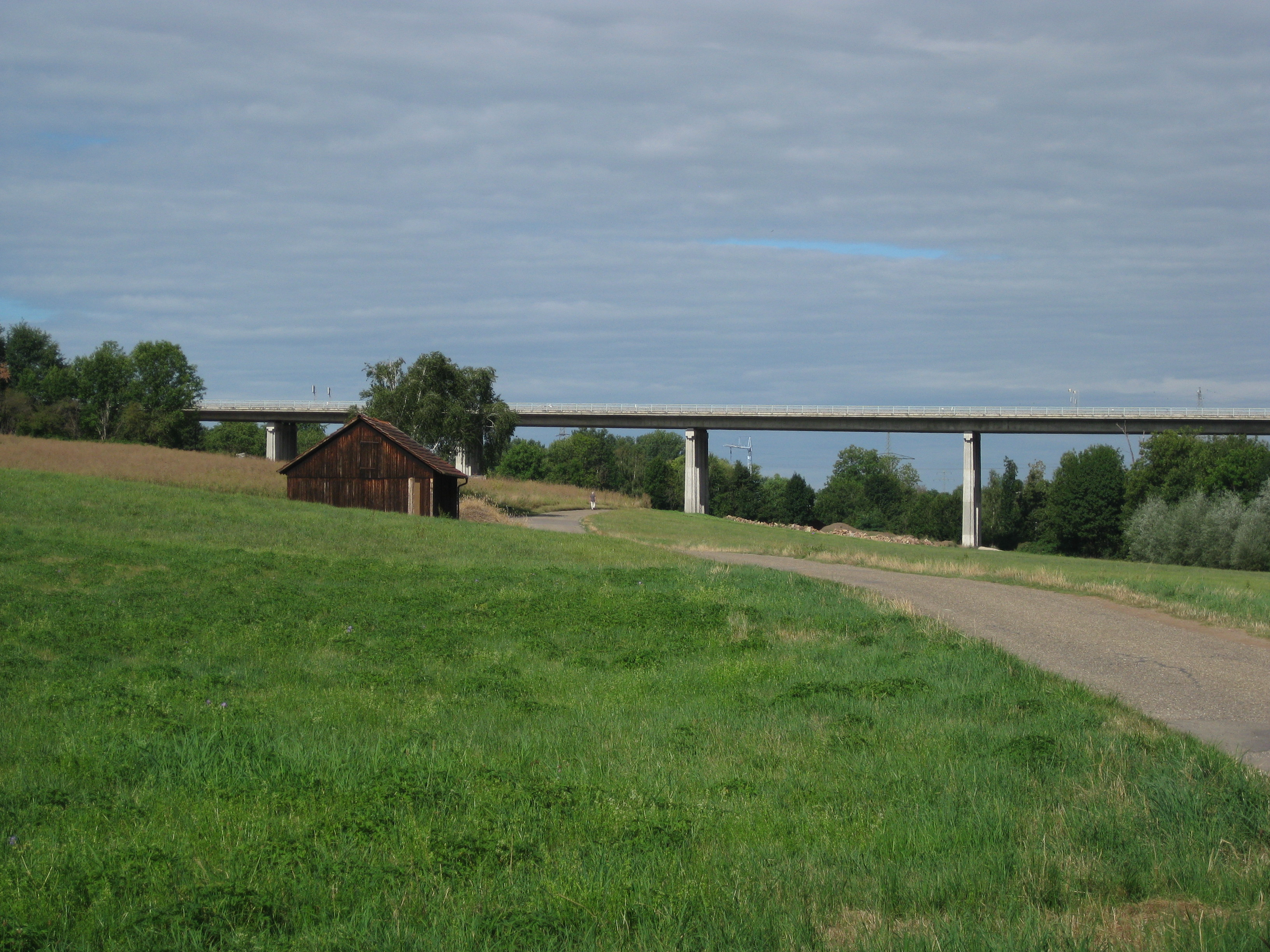
Blick von Osten aus Winnenden kommend